# يونيلا ستانكا
يونيلا ستانكا (بالرومانية: Ionela Stanca)‏ مواليد 9 يناير 1981 في كونستانتسا، رومانيا، هي لاعبة كرة يد رومانية. مثلت منتخب رومانيا لكرة اليد للسيدات. شاركت في دورة الألعاب الأولمبية الصيفية سنة 2008. حققت المركز الثاني في بطولة العالم لكرة اليد للسيدات 2005.

## سجل المنافسة
شاركت في البطولات التالية:
- بطولة العالم لكرة اليد للسيدات 2005
- بطولة العالم لكرة اليد للسيدات 2007
- بطولة أوروبا لكرة اليد للسيدات 2008
- بطولة أوروبا لكرة اليد للسيدات 2010
- بطولة أوروبا لكرة اليد للسيدات 2012

## الميداليات
| الميدالية | المسابقة                            |
| --------- | ----------------------------------- |
| برونزية   | بطولة أوروبا لكرة اليد للسيدات 2010 |
| فضية      | بطولة العالم لكرة اليد للسيدات 2005 |

## روابط خارجية
- يونيلا ستانكا على موقع الاتحاد الأوروبي لكرة اليد (الإنجليزية)
- يونيلا ستانكا على موقع أوليمبيديا (الإنجليزية)